# کامپرداون، ویکتوریا
کامپرداون (به انگلیسی: Camperdown) یک منطقهٔ مسکونی در استرالیا است که در Corangamite Shire واقع شده‌است.